# Рольф Болдревуд
Рольф Болдревуд (англ. Rolf Boldrewood; псевдоним; настоящее имя — Томас Александр Браун; англ. Thomas Alexander Browne; 6 августа 1826[…], Лондон — 11 марта 1915[…], Мельбурн) — австралийский писатель, автор приключенческих романов. 
Наиболее известное произведение — роман «Вооружённое ограбление» (англ. Robbery Under Arms; первоначально трёхтомный, в дальнейшем при жизни автора был сокращён до одного тома), считается классикой австралийской приключенческой литературы. В период с 1907 по 1986 год он был экранизирован шесть раз (в 1980-е годы — в формате телесериала).

## Биография
Томас Александр Браун родился в Лондоне в семье капитана торгового корабля. В 1831 году его отец доставил в Сидней партию заключённых, и, по каким-то причинам, решил поселиться там сам и привёз семью. В Сиднее Браун-старший занялся китобойным промыслом, разбогател и построил каменный особняк, которому дал название Энмор. По этому особняку в дальнейшем получил своё название целый квартал Сиднея.
Не удивительно, что его сын Томас получил прекрасное образование: сперва в частной школе, а затем в Сиднейском колледже. Каникулы он проводил с семьёй Гиббсов, родителями своего школьного друга в их резиденции на набережной Сиднея.
Окончив в 1841 году Сиднейский колледж, Браун провёл два года в Мельбурне, где занимался преподаванием, а затем, в 1843 году, в возрасте 17 лет, решил стать скваттером и основал заимку на реке Маррамбиджи. Прожив почти двадцать лет в качестве фермера-скваттера на своей заимке, он вернулся в Сидней и в 1871 году стал мировым судьёй, а в следующем году — эмиссаром на золотом прииске Гульгонге, где сначала столкнулся с обвинениями в коррупции, однако в дальнейшем завоевал симпатии горняков. Позднее Браун занимал аналогичные должности на других золотых приисках.
Браун провел около 25 лет в качестве скваттера и примерно столько же в качестве государственного чиновника, однако его настоящее призвание было связано с литературой. Еще в 1865 году, живя на своей заимке и обзаведясь свободным временем в результате падения с лошади, что потребовало периода восстановления, Браун написал две статьи и несколько рассказов, которые отправил в различные австралийские журналы. Начинающий автор был приятно удивлён, когда статьи и рассказы были опубликованы и благосклонно приняты публикой. Один из его рассказов: «Взлеты и падения: история жизни в Австралии», в 1878 году был переиздан в Лондоне отдельной книгой, но не привлёк особого внимания. В 1890 году Браун переиздал его ещё раз под названием «Мечта скваттера».
В 1884 году Браун, под псевдонимом Рольф Болдревуд, опубликовал книгу «Старые Мельбурнские воспоминания», а в 1888 году — трёхтомный роман «Вооружённое ограбление», закрепивший за ним важное место в австралийской литературе.
Кроме этих произведений, Браун опубликовал ещё целый ряд, как под псевдонимом Рольф Болдревуд, так и под своим настоящим именем.
С 1860 года он был женат на Маргарет Мэри Райли. У них родилось двое сыновей и пять дочерей. Жена Брауна, Маргарет, и одна из дочерей, Роза, также занимались литературой: первая являлась автором книги «Австралийский цветник» (1893), а вторая — романа «Непредвиденные сложности в Колларуа» (1911).
В 1895 году Браун вышел в отставку с государственной службы. В старости он был признанным писателем, обеспеченным человеком, мужем и отцом большой семьи. Скончался Томас Александр Браун в 1915 году в Мельбурне и был похоронен там же на Брайтонском кладбище.